# Renate Vogt
Renate Vogt (* 22. Juni 1951 in Stuttgart) ist eine deutsche Bibliothekarin. Von 2000 bis 2016 war sie Leitende Bibliotheksdirektorin der Universitäts- und Landesbibliothek Bonn.

## Leben und Wirken
Renate Vogt studierte Mathematik und Philosophie. Nach ihrer Prüfung als Diplom-Mathematikerin promovierte sie 1978 im Fach Mathematik an der Universität Bonn. Im Jahre 1976 trat sie als Bibliotheksreferendarin an der Universitäts- und Landesbibliothek Bonn in die Ausbildung für den höheren Bibliotheksdienst ein und legte die Fachprüfung hier für 1978 am Bibliothekar-Lehrinstitut des Landes Nordrhein-Westfalen ab. Von 1978 bis 1980 war sie in der Bibliotheksabteilung der Deutschen Forschungsgemeinschaft tätig. 1980 trat sie als wissenschaftliche Bibliothekarin in den Dienst der Universitätsbibliothek Bonn ein und wurde dort 1993 zur Bibliotheksdirektorin ernannt. Im Jahre 2000 übernahm sie als Nachfolgerin von Peter Rau die Leitung dieser Bibliothek und hatte dieses Amt bis zum Eintritt in den Ruhestand 2016 inne. Ihre Nachfolge trat Ulrich Meyer-Doerpinghaus an.

## Schriften
- Zwei Konzepte der Automatisierung von Nationalbibliographien. Deutsche Bibliographie und British National Bibliography. Bibliothekar-Lehrinstitut des Landes Nordrhein-Westfalen, Köln 1978.

- Cobordimus von hochzusammenhängenden Knoten (= Bonner mathematische Schriften, Bd. 116). Mathematisches Institut, Bonn 1980 (Dissertation Universität Bonn).
- Rheinische Friedrich-Wilhelms-Universität Bonn, Bibliotheksführer. 4. Aufl. Bonn 1992.
- Katalogkonversion in kleinen Schritten. Erfahrungen an der Universitäts- und Landesbibliothek Bonn. In: Mitteilungsblatt / Verband der Bibliotheken des Landes Nordrhein-Westfalen, N.F., Bd. 43 (1993), S. 301–322.
- Der Systematische Katalog. In: Renate Vogt (Hrsg.): Aus der Geschichte der Universitätsbibliothek Bonn. Hartwig Lohse zum Abschied (= Bonner Beiträge zur Bibliotheks- und Bücherkunde, Bd. 31). Bouvier Verlag, Bonn 1993, S. 42–70, ISBN 3-416-02500-8.
- (mit Nicole Thaller): Entwicklung eines Rankingverfahrens zur Optimierung des medizinischen Zeitschriftenmanagements an der Universität Bonn. Teil 1: Erhebung der Basisdaten. In: Bibliotheksdienst, Bd. 37 (2003), S. 759–773.
- Vermittlung von Informationskompetenz im Rahmen der Hochschullehre. In: Klaus Hilgemann (Hrsg.): Die effektive Bibliothek. Roswitha Poll zum 65. Geburtstag. Saur, München 2004, S. 117–128, ISBN 978-3-598-11669-8.
- Funktionale Einschichtigkeit – heute noch ein Thema? Rückblick und Perspektiven aus nordrhein-westfälischer Sicht. In: Rolf Thiele (Hrsg.): Der Bibliothekar im 21. Jahrhundert – ein traditionsbewußter Manager. Festschrift für Wolfgang Schmitz zum 60. Geburtstag (= Kleine Schriften der Universitäts- und Stadtbibliothek Köln, Bd. 26). Köln 2009, S. 279–292, ISBN 978-3-931596-45-3.
- Qualitätsbildung durch kollegiale Beratung. In: Per Knudsen (Hrsg.): Wissen bewegen – Bibliotheken in der Informationsgesellschaft (= Zeitschrift für Bibliothekswesen und Bibliographie, Sonderbände, Bd. 96). Klostermann, Frankfurt/M. 2009, S. 269–280, ISBN 978-3-465-03606-7.
- Der Beitrag der regionalen und nationalen Vernetzung zur effizienten Vermittlung von Informationskompetenz in Hochschulen. In: Wilfried Sühl-Strohmenger (Hrsg.): Handbuch Informationskompetenz. De Gruyter, Berlin 2012, S. 544–553, ISBN 3-11-025473-5.